# إنريكي ماكسيمو غارسيا
إنريكي ماكسيمو غارسيا (بالإسبانية: Enrique Máximo García)‏ هو عالم موسيقى وكاتب إسباني، ولد في 2 نوفمبر 1954 في مرسية في إسبانيا، وتوفي بنفس المكان في 13 ديسمبر 2008.